# Autostrada M69
Autostrada M69 – autostrada w Wielkiej Brytanii o długości 15,7 mil (25,3 km). Droga na całej długości jest sześciopasmowa (po 3 pasy ruchu w każdą stronę). Łączy Leicester z Coventry. M69 została otwarta w 1977 r.

## Historia
Autostrada znana ówcześnie jako Coventry – Leicester Motorway została zbudowana w 1977 r. na podstawie opinii publicznej z roku 1972. M69 zastąpiła drogę A46, która została później zdegradowana.

## Przebieg
Zaczynając na północno-wschodnich przedmieściach Coventry na węźle 2 autostrady M6, autostrada przecina kanał Coventry Canal, a następnie biegnie w kierunku północno-wschodnim w stronę Bulkington i na zachód od Wolvey. Następnie na południu od miasta Hinckley M69 skręca bardziej na wschód. Tuż przed swoim końcem w południowo-zachodniej części Leicester, droga krzyżuje się z linią kolejową Birmingham-Peterborough.

## Proponowane przebudowy

### Węzeł M1/M69
Istnieje propozycja zbudowania nowej łącznicy oraz mostu dla pojazdów jadących w kierunku południowym z M1 na M69. M1 zostanie także poszerzona do ośmiu lub nawet dziesięciu pasów ruchu (po 4 lub 5 w każdą stronę) między węzłami 21 i 21a.

## Węzły
| autostrada M69 |                                                                        |                                                                                          |
| Kierunki docelowe (N) | Numer węzła                                                            | Kierunki docelowe (S)                                                                    |
| Leicester (A563) Northampton | koniec                                                                 | Początek autostrady                                                                      |
| The NORTH, Nottingham | koniec                                                                 | Brak zjazdu                                                                              |
| Brak zjazdu |                                                                        | Hinckley B4669                                                                           |
| Nuneaton Hinckley B4109 |                                                                        | Nuneaton A5 Hinckley B4109                                                               |
| Początek autostrady |                                                                        | Coventry (N), Birmingham The SOUTH, Rugby (Kettering A14) Coventry (Central) Ansty B4065 |
| Coventry (N), Birmingham The SOUTH, Rugby (Kettering A14) M6 Coventry (Central) A4600 Ansty B4065 ruch niedopuszczony do autostrad | Kontynuacja drogi jako (kier. M40) przez Coventry (S) i Leamington Spa |                                                                                          |

Uwaga: M69 na całej długości biegnie w kierunku południowo-zachodnim/północno-wschodnim.